# Scarlett Estevez
Scarlett Estevez, née le 4 décembre 2007 à Los Angeles, Californie, est une actrice, DJ et productrice de télévision et de musique américaine.

## Biographie
Son premier rôle au cinéma a été un court métrage pour la Make A Film Foundation (en) appelé The Magic Bracelet, dans lequel elle a joué la jeune Ashley. Puis elle est apparue dans Someone to Love et The Massive Mixed-Up Middle School Mystery. Elle a joué Megan dans Very Bad Dads en 2015 et en 2017 dans la deuxième partie, Very Bad Dads 2. Elle apparaît dans la série télévisée Lucifer, dans laquelle elle a joué le rôle de Trixie Espinoza/Decker de 2016 à 2021.
Elle est la nièce de l'actrice Liza Weil.

## Carrière
Le premier rôle de Scarlette au cinéma a été celui d'Ashley dans le court métrage The Magic Bracelet de 2013, produit pour la Make a Film Foundation ., Plus tard, elle est apparue dans le film de 2013 And Then There Was You, et dans le téléfilm de Nickelodeon de 2015 The Massively Mixed-Up Middle School Mystery .
En 2015, elle a joué dans Daddy's Home dans le rôle de Megan, un rôle qu'elle a repris pour la suite du film Daddy's Home 2 en 2017. Le Hartford Courant a noté à propos de son apparition dans Daddy's Home que « il faut dire que les enfants acteurs jouant les enfants, Megan (Scarlett Estevez) et Dylan ( Owen Vaccaro ) donnent en fait de véritables performances comiques », et la critique de Daddy's Home 2 par The Austin Chronicle l'a distingué parmi les enfants acteurs du film, notant que « tandis que les enfants sont principalement utilisés comme des pions dans la lutte de pouvoir plus large, il y a quelques scènes dans lesquelles Estevez a la chance de prononcer des répliques qui sont réellement drôles ».
En mars 2015, elle a été choisie pour incarner Trixie Espinoza dans la série télévisée Lucifer de Fox . Elle  continue de jouer ce rôle après que la série ait été annulée par FOX et reprise par Netflix . En 2019, elle a également été choisie pour la quatrième saison de la série télévisée comique Bunk'd de Disney Channel, jouant le rôle de Gwen, un personnage « qui a passé toute sa vie à vivre hors réseau ». En juin 2020, quand Lucifer est confirmé etrenouvelé pour une sixième et dernière saison sur Netflix, mais Estevez est apparue dans une capacité plus limitée, puisqu'elle a été choisie en janvier 2021 pour le rôle principal de Violet Rodriguez / Ultra Violet dans la série Disney Channel Ultra Violet & Black Scorpion .,  Cette série a été créée le 3 juin 2022. En février 2024, elle a été choisie comme doubleuse pour le personnage de « Kara » dans l'émission Nicktoons The Loud House .

## Filmographie

### Cinéma
- 2013 : Someone to Love : Abigail
- 2013 : The Magic Bracelet (Court-métrage) : Ashley jeune
- 2015 : Very Bad Dads : Megan
- 2017 : Very Bad Dads 2 : Megan
- 2018 : Le Grinch : Izzy (Voix)

### Télévision
- 2013 : Redeeming Dave (Série TV) : Une jolie fille
- 2015 : The Massively Mixed-Up Middel School Mystery (Téléfilm) : Mendoza jeune
- 2015-2021 : If You Give a Mouse a Cookie (Série TV) : Esme Louise (Voix)
- 2016-2021 : Lucifer (Série TV) : Trixie Espinoza
- 2019-2021 : Camp Kikiwaka (Série TV) : Gwen Flores
- 2020-2021 : Raven (Série TV) : Gwen Flores / Gwen
- 2021 : Christmas Again (Téléfilm) : Rowena Clybourne
- 2021-2022 : Ultra Violet & Black Scorpion (Série TV) : Violet Rodriguez / Ultra Violet

## Nominations
- Meilleure jeune actrice dans un second rôle, 1re cérémonie des Young Entertainer Awards, 2015[14]